# Божок Василь Миколайович
Васи́ль Микола́йович Божо́́к (нар. 1 січня 1991, с. Студениця, Житомирська область) — майор Збройних сил України. Герой України (2015).

## Життєпис
Народився в селі Студениця Коростишівського району на Житомирщині. Там навчався до третього класу. У 2002 році мати Галина Василівна Божок разом з дітьми Василем, Надією та Володимиром переїхала в с. Левків Житомирського району. У 2009 році Василь закінчив одинадцятий клас Левківської загальноосвітньої школи.

### Служба
Випускник 2013 року Академії сухопутних військ імені гетьмана Петра Сагайдачного, спеціальність — управління діями підрозділів танкових військ.
Лейтенант 1-ї танкової роти, в/ч 6250, 92-га окрема механізована бригада.
У середині березня 2014 року танковий взвод Василя Божка у складі бригади вийшов на охорону кордону в Харківській області. На той час Росія вже вторглася до Криму і проводила біля українського кордону маневри військами в межах навчань.
Станом на січень 2021 р. Божок обіймав посаду начальника штабу — першого заступника командира 3-го механізованого батальйону 92-ї ОМБр.

### Бій
У січні 2015-го, під час боїв за Дебальцеве, із бригадою прибув до Артемівська. 12 лютого підрозділ капітана Олега Баркатова дістав наказ висунутися до села Логвинове для допомоги військовикам 79-ї бригади при зачистці населеного пункту. Екіпаж танка вибивав терористів із будинків, де вони засіли, втрати останніх були значними. Після того дістали наказ замаскуватися в лісосмузі за селом. При висуванні на позиції виявили 3 танки терористів, які прямували від Вуглегірська. У ході бою один танк противника спалахнув. Старший солдат-механік танка Артур Шахмандаров почав відводити бойову машину заднім ходом, при цьому Божок вів вогонь по противнику. Терористи не спостерегли, звідки вівся вогонь та зосередилися на обстрілі підбитого українського танка поблизу траси. Екіпаж сховав танк за двома підбитими БМП і далі обстрілював терористів. Підбили другий танк, його башта від вибуху відлетіла від корпусу. Маневрами під час обстрілу екіпаж і далі вів бій, у цей час на підмогу терористам прибули 3 танки, проте вони не змогли виявити українську бойову машину. Замаскований екіпаж зумів підбити ще один танк терористів. Після використання майже всього боєкомплекту танк рушив до Луганського, взявши на броню трьох вояків 79-ї бригади.

## Нагороди
- Звання Герой України з врученням ордена «Золота Зірка» (14 жовтня 2015) — за особисту мужність і героїзм, виявлені у захисті державного суверенітету та територіальної цілісності України, самовіддане служіння Українському народові[9][10]
- Орден Богдана Хмельницького III ст. (27 червня 2015) — за особисту мужність і високий професіоналізм, виявлені у захисті державного суверенітету та територіальної цілісності України, вірність військовій присязі[11]
- Орден Богдана Хмельницького II ст. (27 грудня 2023) — за особисту мужність і високий професіоналізм, виявлені у захисті державного суверенітету та територіальної цілісності України, вірність військовій присязі[12]

## Вшанування
- У селі Левків Житомирської області у червні 2016 року іменем Василя Божка названо вулицю. У розпорядженні про перейменування вулиць помилково вказано, що Василь загинув в АТО[13]. У серпні вулиця отримала назву Травнева[14].